# Pivdenmaš
Pivdenmaš, ukrajinsky Південмаш, rusky Южмаш, romanizováno Južmaš, celým jménem Státní závod „Výrobní svaz jižní strojírenský závod pojmenovaný po A. M. Makarovovi“ (ukrajinsky Державне підприємство „Виробниче об'єднання Південний машинобудівний завод імені О.М. Макарова“) je významný ukrajinský státní výrobce raketové a letecké techniky.
Pivdenmaš vyrábí nosné rakety, kosmické lodě, ale také traktory, trolejbusy, nářadí a další průmyslové výrobky. Společnost sídlí v Dnipru a podléhá státní Kosmické agentuře Ukrajiny. Spolupracuje s mezinárodními partnery v oblasti kosmonautiky ve 23 zemích.

## Historie

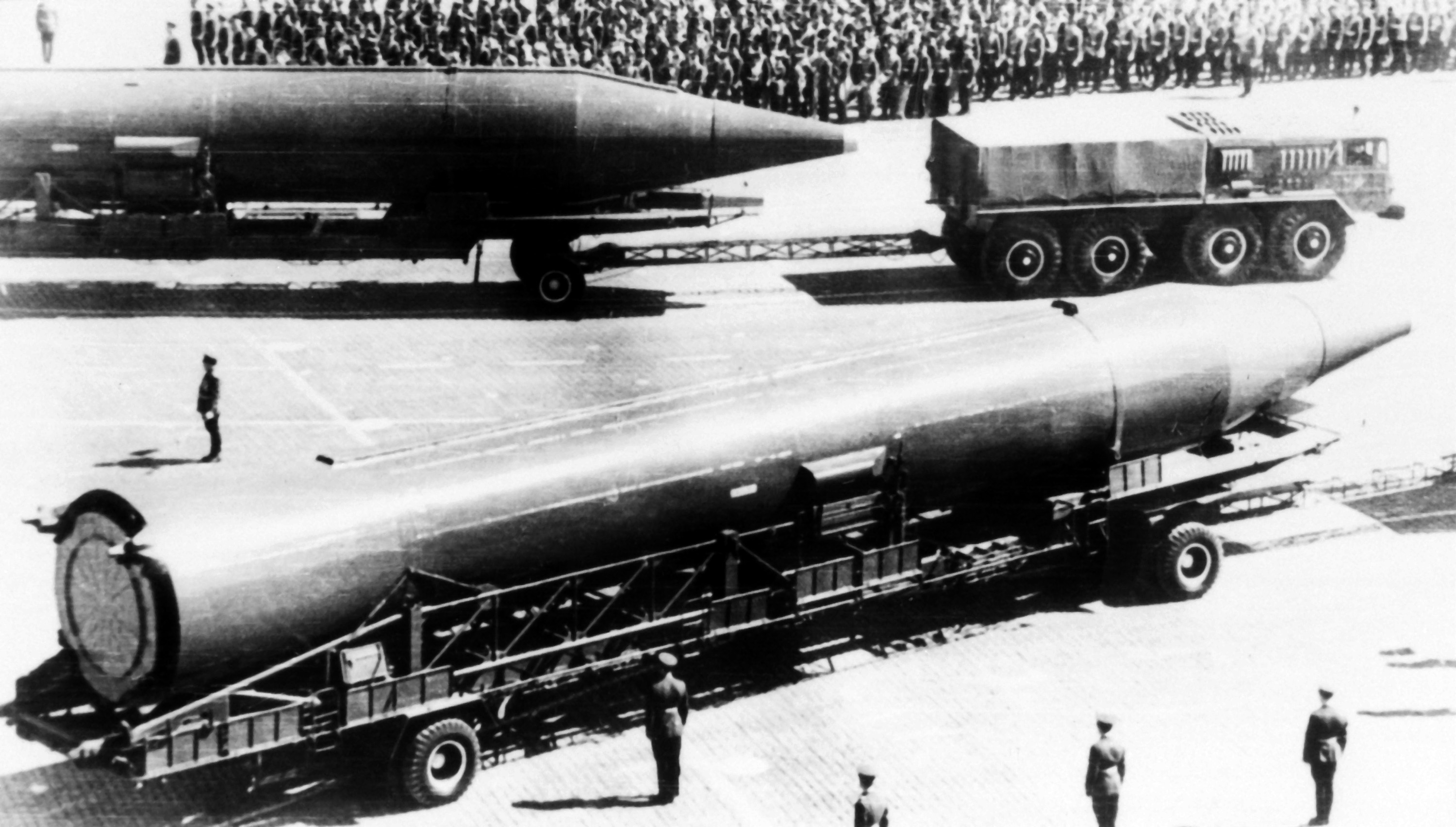
Sovětské balistické rakety středního doletu R-14 Čusovaja namontované na vozidle.

Južmaš vznikl v Sovětském svazu zpočátku jako „Závod 586“. V roce 1954 založil sovětský raketový inženýr ukrajinského původu Michail Jangel z bývalého oddělení hlavního konstruktéra závodu 586 samostatnou konstrukční kancelář označenou OKB-586 (dnes známou jako Južnoje).
Jangel předtím vedl OKB-1 (dnes RKK Energija) a byl zastáncem technologie kapalných paliv – na rozdíl svého rivala od Sergeje Koroljova, který byl zastáncem raket využívajících kryogenní (dlouhodobě neskladovatelná) paliva. Aby mohl pokračovat ve vývoji balistických raket na skladovatelná kapalná paliva, dostal Michail Jangel povolení přeměnit oddělení hlavního konstruktéra závodu 586 na samostatnou konstrukční kancelář.
V návaznosti na to byla kancelář OKB-586 označena jako Južnoje a závod 586 byl v roce 1966 přejmenován na Jižní strojírenský závod se zaměřením na konstrukci a výrobu balistických raket. Později byl závod přejmenován na Jižní strojírenský výrobní svaz, neboli Južmaš (zkratka v ruštině).
Mezi rakety vyrobené v Južmaši patřily první sovětské rakety s jadernými hlavicemi R-5M (v kódu NATO SS-3 „Shyster“), R-12 Dvina (SS-4 „Sandal“), R-14 Čusovaja (SS-5 „Skean“), první široce rozšířená sovětská ICBM R-16 (SS-7 „Saddler“), R-36 (SS-9 „Scarp“), MR-UR-100 Sotka (SS-17 „Spanker“) a R-36M (SS-18 „Satan“). V sovětské éře byl závod schopen vyrobit až 120 mezikontinentálních balistických raket ročně. Koncem 80. let byl Južmaš vybrán jako hlavní výrobní závod pro výrobu mezikontinentální balistické rakety RT-2PM2 Topol-M (SS-27 „Srp B“).
Po začátku Perestrojky poptávka po vojenské výrobě výrazně poklesla a výrobní program Južmaše byl rozšířen o nevojenské využití, například o civilní stroje, jako jsou trolejbusy. Mezi modely patří kloubový YuMZ T1 (1992–2008), jeho nekloubový bratr YuMZ T2 (1993–2008) a modernější YuMZ E-186 (2005–2006), který má nízkopodlažní kabinu.
Kromě výrobních závodů v Dnipru patří do výrobního sdružení Južmaše i Pavlohradský mechanický závod, který se specializuje na výrobu raket na tuhé palivo. Význam společnosti Južmaš byl dále posílen jejími vazbami na bývalého ukrajinského prezidenta Leonida Kučmu, který zde v letech 1975–1992 pracoval (od roku 1986 do 1991 byl generálním ředitelem).
V únoru 2015, po roce napjatých vztahů, zásadně ovlivněných anexí Krymu Rusko oznámilo, že přeruší společný program s Ukrajinou na vypouštění raket Dněpr a nemá již zájem o nákup ukrajinských nosných raket Zenit, což prohloubilo problémy ukrajinského kosmického programu a jeho továrny Južmaš. Vzhledem ke ztrátě ruských zakázek se někteří domnívali, že jedinou nadějí pro společnost je zvýšení zakázek mezinárodních, což se v daném časovém rámci zdálo nereálné. Společnosti hrozil bankrot, ale nakonec byl odvrácen.

## Současnost

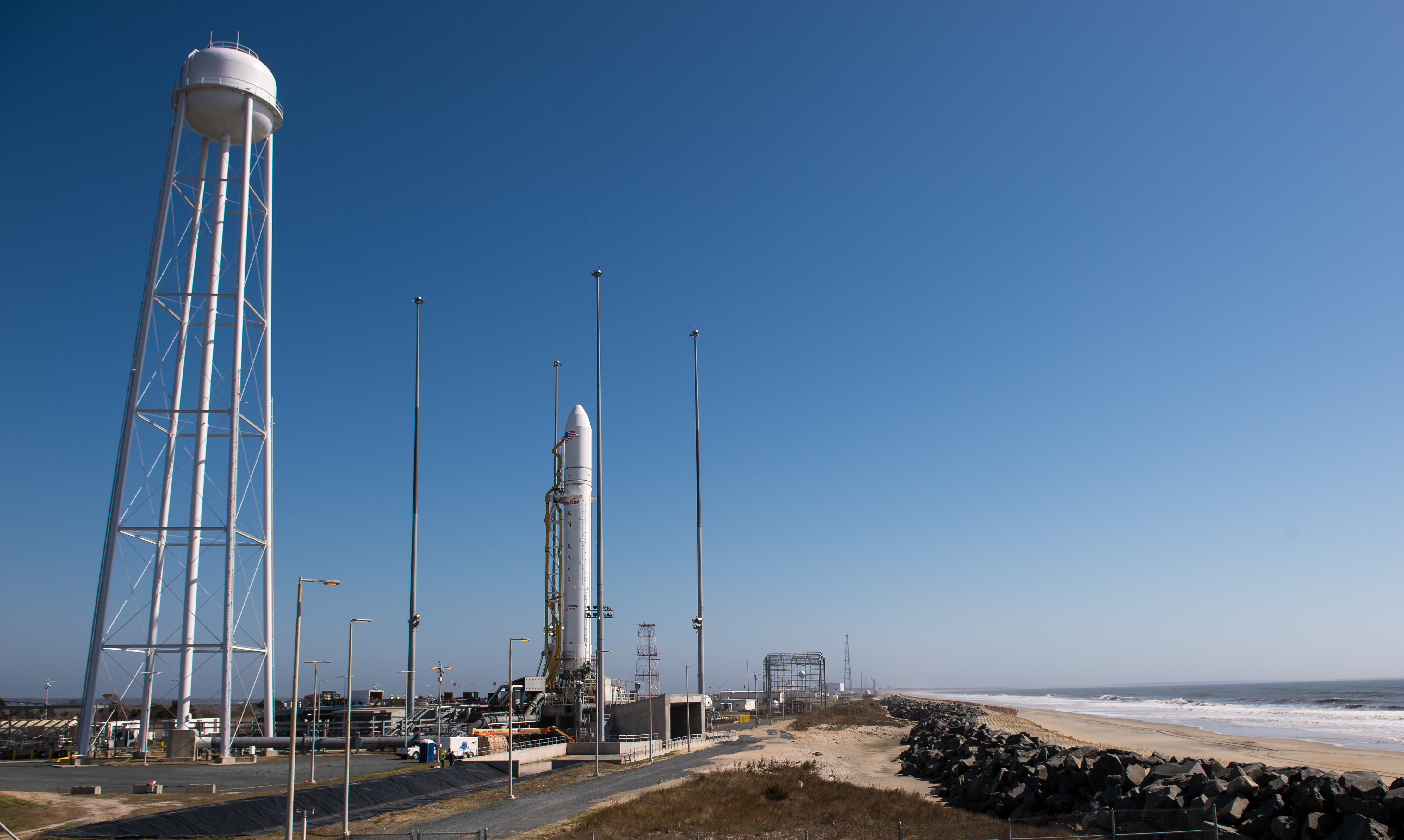
Nosná raketa Antares 2 určená pro NASA k dopravě komerčního nákladu na ISS

V říjnu 2016 odstartovala z ostrova Wallops Island americká nosná raketa Antares využívající jádro společnosti Južmaš, aby dopravila zásoby na vesmírnou stanici ISS. V prosinci 2017 byla po dvouleté přestávce vypuštěna nosná raketa Zenit, která měla na oběžnou dráhu dopravit družici AngoSat 1.
Dne 14. srpna 2017 vydal Institut mezinárodních strategických studií zprávu, v níž předložil důkazy o tom, že „Severní Korea získala vysoce výkonný motor na kapalné palivo z nelegálních sítí v Rusku a na Ukrajině“, který byl pravděpodobně vyroben v zařízeních společnosti Južmaš. Společnost i ukrajinská vláda toto obvinění popřely.
V únoru až březnu 2018 Južmaš oznámil plány na vývoj testovací platformy pro Hyperloop, jejíž dokončení bylo naplánováno na rok 2019. V září 2019 nový ukrajinský ministr infrastruktury Vladyslav Kryklyj tento, podle něj absurdní, projekt zrušil.

## Vojenský a vesmírný program
Závod Južmaš je známý svými produkty pro vojenský a kosmický průmysl, díky kterému si město Dnipro vysloužilo přezdívku „město raket“.

### Střely
Společnost byla klíčovým výrobcem sovětských mezikontinentálních balistických raket (ICMB) a dodavatelem pro programy vesmírného výzkumu:
- R-5M – první sovětská raketa s jadernými hlavicemi
- R-12 Dvina – divizní balistická raketa
- R-14 Čusovaja – divizní balistická raketa
- R-16 – první široce nasazená sovětská ICBM
- R-36 – ICBM
- RT-20 – první mobilní ICBM
- R-36orb – první ICBM s orbitální hlavicí
- R-36M – rodina ICBM používaná dodnes (přestavěná na civilní raketu Dněpr)
- MR-UR-100 – rodina ICBM
- 15A11 – raketa pro systém Perimetr
- RT-23 Moloděc – rodina ICBM
- Grom – mobilní balistický raketový systém krátkého dosahu

### Kosmické nosné rakety
- Kosmos (rodina raket)
- Dněpr
- Ciklon (vyvinuto z ICBM R-36)
  - Ciklon-2
  - Ciklon-3
  - Ciklon-4
  - Ciklon-4M
- Zenit
- Boostery pro Eněrgiji (vyvinuto z prvního stupně rakety Zenit)

### Raketové motory
- RD-843

### Automatický systém řízení jaderných zbraní
- Perimetr / „Mrtvá ruka“ – Podobný systém existoval v USA pod názvem Emergency Rocket Communications System (ERCS).

## Výroba vozidel
Vznikla v roce 1944 jako Dněpropetrovská továrna na traktory a později byla rozšířena.

### Trolejbusy
- JuMZ-T1 (1992–2008)
- JuMZ-T2 (1993–2008)
- JuMZ-T2.09 (1998–2007)
- JuMZ E186 (2005–2006)
- Dnipro T103 (2013–současnost)
- Dnipro T203 (2017–současnost)

### Traktory
- JuMZ-2 (1954–1958)
- JuMZ-5 (1957–1962)
- JuMZ-6 (1971–2001)
- JuMZ 8040.2
- JuMZ 8244.2
- JuMZ 8080